# Allen Berg
Allen Berg (* 1. August 1961 in Vancouver) ist ein ehemaliger kanadischer Automobilrennfahrer.

## Karriere
Berg fuhr eine Saison, 1986, in der Formel 1 im Osella-Team. In seinen neun Rennen erreichte er als bestes Ergebnis nur einen 12. Platz. Weitaus erfolgreicher war Berg in der britischen Formel-3-Meisterschaft. Hier wurde er 1984 hinter Johnny Dumfries Zweiter der Gesamtwertung.
1991 startete Berg in der DTM für ein Privatteam in einem BMW M3. Sein bestes Ergebnis war der achte Platz beim zweiten Lauf in Singen, wodurch er den 25. Gesamtrang in der Meisterschaft erreichte.
Nach Ende seines Formel-1-Engagements war Berg weiter im Motorsport aktiv. Sein größter Erfolg war der Gewinn der mexikanischen Formel-3000-Meisterschaft im Jahr 1993.

## Statistik

### Le-Mans-Ergebnisse
| Jahr | Team                 | Fahrzeug     | Teamkollege | Teamkollege      | Platzierung | Ausfallgrund |
| ---- | -------------------- | ------------ | ----------- | ---------------- | ----------- | ------------ |
| 1990 | Richard Lloyd Racing | Porsche 962C | John Watson | Bruno Giacomelli | Rang 11     |              |

### Einzelergebnisse in der Sportwagen-Weltmeisterschaft
| Saison | Team              | Rennwagen   | 1   | 2   | 3   | 4   | 5   | 6   | 7   | 8   | 9   | 10  | 11  |
| ------ | ----------------- | ----------- | --- | --- | --- | --- | --- | --- | --- | --- | --- | --- | --- |
| 1984   | Lyncar Motorsport | Lyncar MS83 | MON | SIL | LEM | NÜR | BRH | MOS | SPA | IMO | FUJ | KYA | SAN |
| 1984   | Lyncar Motorsport | Lyncar MS83 |     |     | DNF |     |     |     |     |     |     |     |     |
| 1987   | Kremer Racing     | Porsche 962 | JAR | JER | MON | SIL | LEM | NÜN | BRH | NÜR | SPA | FUJ |     |
| 1987   | Kremer Racing     | Porsche 962 | DNF |     |     |     |     |     |     |     |     |     |     |